# United States European Command
United States European Command (översatt: Förenta Staternas europeiska kommando), förkortat USEUCOM eller EUCOM, är ett av USA:s försvarsgrensövergripande kommandon. Militärbefälhavaren för USEUCOM lyder under USA:s försvarsminister (med försvarschefen som mellanhand) och ansvarar för USA:s militära operationer i ett område som omfattar Europa, Ryssland, Island, Turkiet, och Israel. Högkvarteret är lokaliserat till Patch Barracks utanför Stuttgart i södra Tyskland.
Samma person som leder USEUCOM är också i en separat roll även högste militäre befälhavare för försvarsalliansen NATO:s samlade stridskrafter: Supreme Allied Commander Europe (SACEUR).

## Bakgrund
USEUCOM etablerades 1952 i skuggan av andra världskrigets slut och i begynnelsen av den konflikt mellan USA och Nato mot Sovjetunionen och Warszawapakten som pågick i över 40 år och som kom kallas för det kalla kriget. USA:s stridskrafter i Europa har reducerats kraftigt sedan det kalla krigets slut: som exempel fanns det 1980 närmare 350 000 amerikanska soldater stationerade under USEUCOM:s befäl, 1999 var de sammanlagt färre än 120 000 mannar. USA:s stridskrafter i Europa fortsätter dock att spela en viktig roll - förutom att bidra till säkerhet i Europa genom att helt enkelt finnas där - inte minst för att det blir betydligt kortare transportsträckor från Europa än vad det blir från Nordamerika till pågående och potentiella konflikter/oroshärdar i centralasien, mellanöstern och i Afrika.

## Komponenter

### Försvarsgrenskomponenter
- Armékomponent - United States Army Europe/7:e armén (Lucius D. Clay Kaserne, Wiesbaden, Hessen, Tyskland)
  - V Corps | 5:e armékåren
- Flottans komponent - United States Naval Forces Europe (Neapel, Italien)
  - USA:s sjätte flotta (Neapel, Italien)
- Flygvapenkomponent - United States Air Forces in Europe (Ramstein Air Base, Rheinland-Pfalz, Tyskland)
  - Third Air Force | 3:e flygvapnet (Ramstein Air Base, Tyskland)
- Marinkårskomponent - United States Marine Forces Europe and Africa (Panzer Kaserne, Böblingen, Baden-Württemberg, Tyskland)

### Övriga komponenter
- United States Special Operations Command Europe (Patch Barracks, Stuttgart, Tyskland)

## Militärbefälhavare
|     | Namn                                     | Fotografi | Vapengren  | Tillträdde       | Frånträdde       |
| --- | ---------------------------------------- | --------- | ---------- | ---------------- | ---------------- |
| 1.  | General of the Army Dwight D. Eisenhower |           | Armén      | 2 april 1951     | 30 maj 1952      |
| 2.  | General Matthew Ridgway                  |           | Armén      | 30 maj 1952      | 1 juli 1953      |
| 3.  | General Alfred M. Gruenther              |           | Armén      | 1 juli 1953      | 20 november 1956 |
| 4.  | General Lauris Norstad                   |           | Flygvapnet | 20 november 1956 | 1 januari 1963   |
| 5.  | General Lyman Lemnitzer                  |           | Armén      | 1 januari 1963   | 1 juli 1969      |
| 6.  | General Andrew Goodpaster                |           | Armén      | 1 juli 1969      | 15 december 1974 |
| 7.  | General Alexander M. Haig, Jr.           |           | Armén      | 15 december 1974 | 1 juli 1979      |
| 8.  | General Bernard W. Rogers                |           | Armén      | 1 juli 1979      | 26 juni 1987     |
| 9.  | General John Galvin                      |           | Armén      | 26 juni 1987     | 23 juni 1992     |
| 10. | General John Shalikashvili               |           | Armén      | 23 juni 1992     | 22 oktober 1993  |
| 11. | General George Joulwan                   |           | Armén      | 22 oktober 1993  | 11 juli 1997     |
| 12. | General Wesley Clark                     |           | Armén      | 11 juli 1997     | 3 maj 2000       |
| 13. | General Joseph Ralston                   |           | Flygvapnet | 3 maj 2000       | 17 januari 2003  |
| 14. | General James L. Jones                   |           | Marinkåren | 17 januari 2003  | 7 december 2006  |
| 15. | General Bantz J. Craddock                |           | Armén      | 7 december 2006  | 30 juni 2009     |
| 16. | Amiral James G. Stavridis                |           | Flottan    | 30 juni 2009     | 13 maj 2013      |
| 17. | General Philip M. Breedlove              |           | Flygvapnet | 13 maj 2013      | 4 maj 2016       |
| 18. | General Curtis M. Scaparrotti            |           | Armén      | 4 maj 2016       | 3 maj 2019       |
| 19. | General Tod D. Wolters                   |           | Flygvapnet | 3 maj 2019       | 1 juli 2022      |
| 20. | General Christopher G. Cavoli            |           | Armén      | 1 juli 2022      | sittande         |